# Maximilian Anton Lamoral, Prinț de Thurn și Taxis
Maximilian Anton Lamoral, Prinț Ereditar de Thurn și Taxis, (germană Maximilian Anton Lamoral Erbprinz von Thurn und Taxis; 28 septembrie 1831 – 26 iunie 1867) a fost Prinț Ereditar de Thurn și Taxis de la naștere până la moartea sa.